# Левченко, Афанасий Григорьевич
Афанасий Григорьевич Левченко — советский хозяйственный деятель, Герой Социалистического Труда.

## Биография
Родился в 1904 году в селе Паланочка. Член КПСС с 1940 года.
В 1918—1941 гг. — крестьянин в родительском и собственном хозяйствах, организатор и руководитель коллективного сельскохозяйственного производства в Киевской области Украинской ССР.
Участник Великой Отечественной войны: командир отделения заготовительного взвода, командир заготовительного взвода 502-й отдельной телеграфно-строительной роты 1-го Белорусского фронта
В 1946—1968 гг. — председатель колхоза имени Сталина / «Зоря комунизму» Маньковского района Киевской / Черкасской области Украинской ССР.
Указом Президиума Верховного Совета СССР от 16 февраля 1948 года присвоено звание Героя Социалистического Труда с вручением ордена Ленина и золотой медали «Серп и Молот».
Умер до 1985 года в селе Дзензелевка Маньковского района Черкасской области.

## Награды и звания
- Герой Социалистического Труда (16.02.1948)
- Орден Ленина (16.02.1948, 20.06.1951)
- Орден Трудового Красного Знамени (26.02.1958, 31.12.1965)
- Орден Красной Звезды (18.06.1945)